# 小平駅 (北海道)

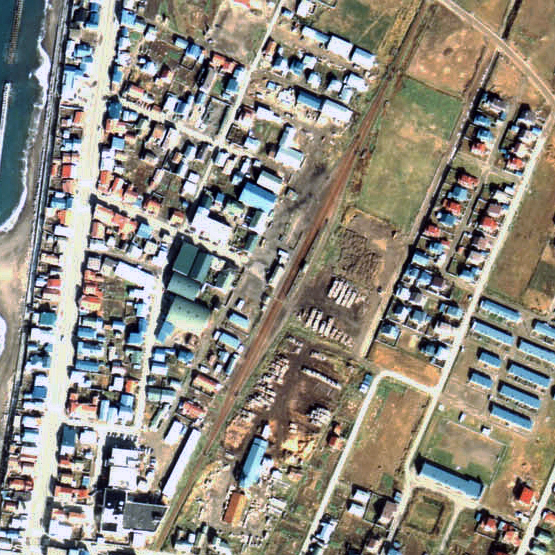
1977年の小平駅と周囲約500m範囲。上が羽幌方面。相対式ホーム2面2線と外側に副本線、駅舎横の切り欠き状貨物ホームへ引込み線を有する一般駅であった。駅裏のストックヤードには木材が野積みされている。

小平駅（おびらえき）は、かつて北海道（留萌管内）留萌郡小平町字小平町に設置されていた、日本国有鉄道（国鉄）羽幌線の駅（廃駅）である。電報略号はオヒ。事務管理コードは▲121603。
1986年（昭和61年）10月まで運行されていた、急行「はぼろ」の停車駅であった。

## 歴史
- 1927年（昭和2年）10月25日　鉄道省留萠線の留萠駅 - 大椴駅間開通に伴い、開業[3]。一般駅[1]。
- 1931年（昭和6年）10月10日 - 留萠駅 - 古丹別駅間を留萠線から分離し線路名を羽幌線に改称、それに伴い同線の駅となる。
- 1949年（昭和24年）6月1日 - 公共企業体である日本国有鉄道に移管。
- 1982年（昭和57年）3月29日 - 貨物取扱い廃止[1]。業務委託駅となる[4]。
- 1984年（昭和59年）2月1日 - 荷物取扱い廃止[1]。
- 1987年（昭和60年）3月30日 - 羽幌線の全線廃止に伴い、廃駅となる[1]。

### 駅名の由来
駅開業当時、所在自治体名は「小平蘂（おびらしべ）村」であったが、「駅名としては字画多き為」として下略し、命名されたものである。後年自治体名も駅名同様に改名された。

## 駅構造
廃止時点で、単式ホーム・島式ホーム（片面使用）複合型2面2線を有する地上駅で、列車交換可能な交換駅であった。互いのホームは、駅舎側ホーム中央と島式ホーム南側を結んだ構内踏切で連絡した。駅舎側単式ホーム（西側）が下りの1番線、島式ホーム（東側）が上りの2番線となっていた。島式ホームの外側1線は、側線として残っており、そのほか1番線の幌延方から分岐し駅舎北側の切欠き部分の貨物ホームへの貨物側線を1線有していた。
職員配置駅となっており、駅舎は構内の西側に位置し単式ホーム南西側に接していた。

## 利用状況
- 1981年度（昭和56年度）の1日乗降客数は191人[6]。

## 駅周辺
- 北海道道550号幌糠小平停車場線
- 国道232号（天売国道/日本海オロロンライン）
- 小平町役場
- 留萌警察署小平駐在所
- 小平郵便局
- 留萌信用金庫小平支店
- 小平町立小平中学校
- 小平町立小平小学校
- 小平町望洋台[6] - 駅から北に約0.7km。キャンプ場、スキー場がある。
- 小平蘂川
- 沿岸バス「小平中央」停留所

## 駅跡

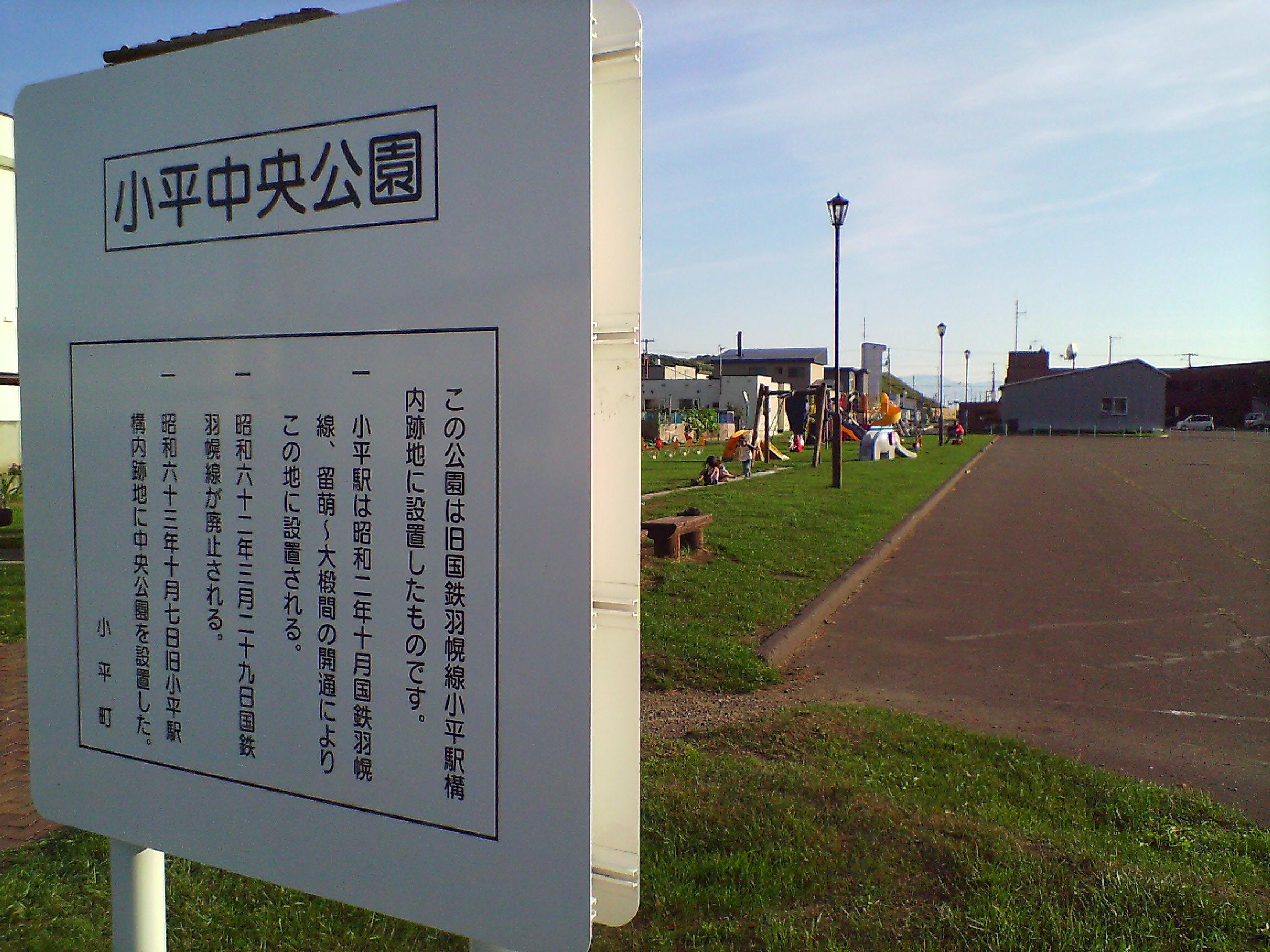
駅跡「小平中央公園」（2006年8月27日）

1999年（平成11年）時点で、旧駅構内は「小平交通公園」として整備されていた。2005年（平成17年）以降は公園名が「小平中央公園」に変更されている。

## 隣の駅
日本国有鉄道
羽幌線
臼谷駅 - 小平駅 - <花岡仮乗降場> - 大椴駅